# Султанов Олексій Файзуллайович
Олексій Файзуллайович Султанов (7 серпня 1969 — 30 червня 2005) — радянський і американський піаніст узбецького походження.

## Життєпис

Олексій Султанов

Народився в Ташкенті. Закінчив Московську консерваторії в класі Льва Наумова. 1989 року переміг на конкурсі піаністів імені Вана Клайберна, після чого отримав величезну кількість гастрольних запрошень. У 1990 році пішов з третього курсу консерваторії, 1991-го переїхав до США.
Надалі Султанов двічі брав участь у великих міжнародних конкурсах, і обидва рази ця участь супроводжувалася скандалами. У 1995 році журі Конкурсу піаністів імені Шопена присудило Султанову другу премію, а першої вирішили не присуджувати; Султанов відмовився отримувати диплом другого ступеня, після чого у 26-річного піаніста стався інсульт. У 1998 році Султанов не був допущений до третього туру Міжнародного конкурсу імені Чайковського, що викликало скандал у пресі.
2001 року Султанов пережив другий інсульт, й останні чотири роки життя був прикутий до ліжка. Помер у Форт-Верті, США.